# Ruslan Bogatyrev
Ruslan Bogatyrev   (Novorossisk, 18 d'agost de 1984) nom artistic de Ruslan Tamerlanovich Bogatyrev és un cantant, compositor i culturista rus.

## Biografia
Ruslan va néixer el 18 d'agost de 1984 a Novorossiysk. De jove, va tocar la bateria en diverses bandes de rock. Va estudiar al Liceu Tècnic Marí. Però aleshores es va interessar pel culturisme: Ruslan es va convertir dues vegades en finalista de la Copa de Moscou de culturisme, paral·lelament als esports, va continuar cantant.
El 2019, Ruslan va guanyar el torneig internacional de Taraz. El març de 2021, Ruslan va dirigir la Federació de Kickboxing Anapa. El setembre de 2022, va esdevenir president de la Federació de Kickboxing a Anapa.
El 2 d'abril del mateix any, Ruslan va ser nomenat president de la comissió de competició de la Federació de Boxa.

## Discografia

### Solters
- 2020 - "La moneda es llança"
- 2021 - Lluita per l'amor
- 2021 - "I tu jugues"
- 2022 - "Parla amb mi"
- 2022 - "Qui sóc jo"
- 2022 - "Bona nit"
- 2022 - "Arrels"
- 2022 - Native Wings
- 2022 - Dona de somni
- 2022 - "Poders del cel"
- 2023 - Bullet Fool[1]

## Premis
- Guanyador del premi Golden Hit del canal MusicBox TV (2022).[25][26][27]